# Nimbuzz
Nimbuzz era una multi mobile community di social messaging e VoIP provider, che associava VoIP, instant messaging, file sharing, chat room e (geo) presence. L'applicazione gratuita, disponibile per mobile, web e PC, permetteva agli utenti di collegarsi e interagire con i loro utente attraverso le più popolari community, tra cui Windows Live Messenger, Yahoo! Messenger, ICQ, Google Talk (Orkut), AIM, e vari social network fra cui Facebook e MySpace.
Nimbuzz è stata fondata nel 2006 da Evert Jaap Lugt e Martin Smink.
L'azienda aveva utenti in tutti i paesi del mondo (200 stati) ed è l'unico mobile social messaging aggregator ad aver mai vinto il prestigioso premio Red Herring Global 100.
I server e il sito Web sono inattivi dal maggio 2019.

## Caratteristiche di Nimbuzz
Instant Messaging
- Community di Instant messaging supportate: Windows Live Messenger, Google Talk, Yahoo! Messenger, AIM, Jabber e ICQ
- Social Network Supportati: Facebook, Twitter, MySpace, Hyves, GaduGadu, Orkut, Giovani, SchuelerVZ, StudiVZ e MeinVZ
- Invia file
- Chat di gruppo
- Messaging

Presence
- Geo-location
- Personal Message
- Impostazione Status
- Mostra foto

Chiamata
- VoIP
- SIP
- Chat di gruppo

Location Sharing
Se attivata, questa funzione permette agli utenti di condividere la loro posizione geografica con altri utenti Nimbuzz dalla propria lista contatti.
Buzz (brevettato)
Il "buzz" è un alert inviato per avvisare un contatto Nimbuzz che qualcuno sta cercando di mettersi in contatto con lui/lei quando è off line. Questa funzione può essere direttamente accessibile dalla lista contatti (cliccando sul contatto e selezionando “Buzz”) e dal Communicator widget. L'invio del buzz è gratuito e attiva automaticamente Nimbuzz Mobile sul tuo telefono (Solo su Symbian).
Rubrica
- Salva e recupera i tuoi contatti nella lista contatti Nimbuzz.
- Accedi ai contatti della rubrica telefonica senza uscire dalla schermata di Nimbuzz.

## Nimbuzz Mobile
Nimbuzz Mobile è al momento disponibile per oltre 1.000 cellulari con sistema operative Java, Symbian, Windows Mobile, iPhone OS, Android OS e oltre 20 modelli di Blackberry. L'applicazione mobile offre 2 tipologie di chiamata: VoIP e SIP.
| Java | Symbian | Windows Mobile                                                                                  | iPhone |  |
| --- | --- | ----------------------------------------------------------------------------------------------- | --- |  |
| | |                                                                                                 | |  |
| Features • IM • Chiamata: Dial-Up VoIP •Presence: Richiedi localizzazione, Personal Message e Status message | Features • IM • Chiamata: VoIP, SIP, Dial-Up VoIP •Presence: (geo) localizzazione, Personal Message e Status message | Features • IM • Chiamata: VoIP, SIP, Dial-Up VoIP • Presence: Personal Message e Status message | Features • IM: Landscape mode • Chiamata: VoIP, SIP, Dial-Up VoIP • Presence: Personal Message e Status message |  |

## Nimbuzz Web/Wap
Nimbuzz Web/WAP è accessibile attraverso qualsiasi browser sul PC (web) o sul cellulare (wap) e permette agli utenti di collegarsi all'applicazione senza scaricare il software. Questa è un'alternativa per gli utenti Mac e Linux. Per accedere a Nimbuzz Web (www.nimbuzz.com) e al WAP (www.m.nimbuzz.com).
| Wap           | Web           |  |
| ------------- | ------------- |  |
|               |               |  |
| Funzioni • IM | Funzioni • IM |  |

## Nimbuzz PC
Il software può essere usato con Windows Vista/XP e Mac.
| PC                                                                                             | MAC | Linux |
| ---------------------------------------------------------------------------------------------- | --- | ----- |
| Funzioni - IM - Chiamate – VoIP, SIP - Presence: Personal Message e Status message - Phonebook |     |       |

## Nimbuzz Widgets
Il software può essere usato con Windows XP e Windows Vista.
Nimbuzz Communicator
Il Nimbuzz Communicator è un widget che si attiva quando l'utente crea un account e può essere accessibile da chiunque visitando https://web.archive.org/web/20090810172211/http://my.nimbuzz.com/NimbuzzID. (NimbuzzID è il nickname dell'utente)
Una volta inserito in Facebook, MySpace, Bebo e altri 20 social network, il widget permette all'utente di essere contattato (sul PC o sul cellulare) da altri utenti gratuitamente. Il widget può essere inoltre inserito anche in calce alla email o nel proprio sito o blog.
Nimbuzz Communicator permette a chiunque di chattare, inviare file, messaggi e buzz gratuitamente a chi ha installato il widget. Le funzioni sono opzionali e possono essere disattivate quando necessario. 
Nimbuzz Ringtone Factory
La Ringtone Factory widget permette agli utenti di creare le proprie suonerie personalizzate, caricando e modificando un file musicale fino 15 MB. La parte selezionata può essere inviata immediatamente Online Gallery su Nimbuzz Mobile. Il login è possibile effettuarlo dal widget.
| Nimbuzz Communicator | Ringtone Factory |  |
| -------------------- | ---------------- |  |
|                      |                  |  |

## Nimbuzz partnerships
Partner: StudiVZ, il più grande Social Network in Germania 
Data: 11 novembre 2008
Partner: 17 partner SIP nel mondo
Data: 18 novembre 2008
| SIP partner          | Country      |
| A1 Mobilkom          | Austria      |
| Adepto Telecom       | India        |
| Amtelfone            | India        |
| Apnatelelink         | India        |
| EuteliaVoip          | Italy        |
| Gizmo5               | USA          |
| GLT GLOBAL TELELINKS | Switzerland  |
| ICTel                | South Africa |
| MWeb                 | South Africa |
| Sipgate              | Germany      |
| Skytel               | Serbia       |
| TerraSip             | Spain        |
| Tpad                 | UK/UAE       |
| Voiceglobe           | UK           |
| VOIP HIT             | India        |
| Vyke                 | UK/Norway    |
| Xeloq Communications | Holland      |
|                      |              |

Partner: Spice Mobiles 
Data: 17 dicembre 2008
Partner: Toshiba 
Data: 16 febbraio 2009
Partner: Spice Mobiles 
Data: 16 febbraio 2009

## Premi e riconoscimenti
Red Herring, January 2009 - Nimbuzz wins Global 100 and Global 200 Tech Startups
Mobile 2.0 Europe, July 2008 – Nimbuzz wins Best Mobile StartUp award
AO Stanford Summit, July 2008 - Nimbuzz was listed in the Global 250 technology companies for game-changing technology and market value.
Nominated
Mobile Monday Mobile Peer Awards, January 2009 – Amsterdam Chapter
LeWeb, December 2008 – Best StartUp Competition